# Sam Barkas
Samuel "Sam" Barkas (South Shields, Inglaterra, 29 de diciembre de 1909 † 10 de diciembre de 1989) fue un futbolista y entrenador inglés. Se desempeñaba en la posición de lateral izquierdo.

## Selección nacional
Fue internacional con la selección de fútbol de Inglaterra en cinco ocasiones entre 1936 y 1937.

## Clubes
| Club            | País       | Año         |
| --------------- | ---------- | ----------- |
| Bradford        | Inglaterra | 1928 - 1933 |
| Manchester City | Inglaterra | 1933 - 1947 |

### Entrenador
| Club              | País       | Año  |
| ----------------- | ---------- | ---- |
| Workington A.F.C. | Inglaterra |      |
| Wigan             | Inglaterra | 1957 |

## Palmarés

### Campeonatos nacionales
| Título                               | Club            | País       | Año     |
| ------------------------------------ | --------------- | ---------- | ------- |
| Football League Third Division North | Bradford        | Inglaterra | 1928/29 |
| Football League Championship         | Manchester City | Inglaterra | 1936/37 |
| Football League Second Division      | Manchester City | Inglaterra | 1946/47 |